# Logicisme
Het logicisme is een van de scholen van denken in de filosofie van de wiskunde. Het logicisme stelt dat de wiskunde een uitbreiding van de logica is en dat daarom (een deel van) de wiskunde reduceerbaar is tot logica. Bertrand Russell en Alfred North Whitehead maakten zich sterk voor deze theorie, waarvan Gottlob Frege de geestelijke vader was. Frege gaf het project op, nadat Russell een paradox had gevonden die een inconsistentie in de naïeve verzamelingenleer aan het licht bracht. Russell en Whitehead gingen door met het project in hun Principia Mathematica . Heden ten dage wordt geloofd dat het grootste deel van de moderne wiskunde reduceerbaar is tot een logisch fundament dat gebruikmaakt van de axioma's van de Zermelo-Fraenkel-verzamelingenleer (of een van haar uitbreidingen, zoals ZFC). De Zermelo-Fraenkel-verzamelingenleer kent, tot nog toe, geen inconsistenties.  
Van Kurt Gödels onvolledigheidsstellingen wordt soms beweerd dat deze het beoogde doel van het project hebben ondermijnd. Men kan echter stellen dat de essentie van het logicisme geldig blijft, hoewel in iets minder krachtige zin dan oorspronkelijk gedacht.
Het logicisme was in de twintigste eeuw de sleutel in de ontwikkeling van de analytische filosofie. 

## Voetnoten
1. ↑  (en) Logicisme